# 24h Le Mans 1951

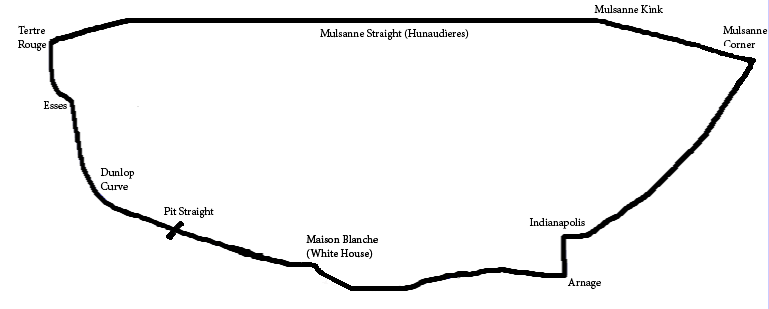
Tor Circuit de la Sarthe

24h Le Mans 1951 – 24–godzinny wyścig rozegrany na torze Circuit de la Sarthe w dniach 22–23 czerwca 1951 roku.

## Wyniki
Źródło: experiencelemans.com
| Poz. | Klasa | Nr | Zespół                        | Kierowcy                            | Nadwozie                         | Silnik               | Okr. |
| ---- | ----- | -- | ----------------------------- | ----------------------------------- | -------------------------------- | -------------------- | ---- |
| 1    | S 5.0 | 20 | Peter Walker                  | Peter Walker Peter Whitehead        | Jaguar XK-120C                   | Jaguar 3.4L I6       | 267  |
| 2    | S 5.0 | 9  | Pierre Meyrat                 | Pierre Meyrat Guy Mairesse          | Talbot-Lago T26 GS               | Talbot-Lago 4.5L I6  | 258  |
| 3    | S 3.0 | 26 | Aston Martin Ltd.             | Lance Macklin Eric Thompson         | Aston Martin DB2                 | Aston Martin 2.6L I6 | 257  |
| 4    | S 5.0 | 10 | Pierre Levegh                 | Pierre Levegh René Marchand         | Talbot-Lago Monoplace Decalee    | Talbot-Lago 4.5L I6  | 256  |
| 5    | S 3.0 | 25 | Aston Martin Ltd.             | George Abecassis Brian Shawe-Taylor | Aston Martin DB2                 | Aston Martin 2.6L I6 | 255  |
| 6    | S 5.0 | 19 | Donald Healey Motor Company   | Tony Rolt Duncan Hamilton           | Nash-Healey Sport Coupe          | Nash 3.8L V8         | 255  |
| 7    | S 3.0 | 24 | Aston Martin Ltd.             | Reg Parnell David Hampshire         | Aston Martin DB2                 | Aston Martin 2.6L I6 | 252  |
| 8    | S 5.0 | 15 | Luigi Chinetti                | Luigi Chinetti Jean Lucas           | Ferrari 340 America Barchetta    | Ferrari 4.1L V12     | 246  |
| 9    | S 3.0 | 29 | Norbert Jean Mahé             | Norbert Jean Mahé Jacques Péron     | Ferrari 212 Export               | Ferrari 2.6L V12     | 244  |
| 10   | S 3.0 | 28 | N.H. Mann                     | Nigel Mann Mortimer Morris-Goodall  | Aston Martin DB2                 | Aston Martin 2.6L I6 | 236  |
| 11   | S 3.0 | 21 | Robert Lawrie                 | Robert Lawrie Ivan Waller           | Jaguar XK-120C                   | Jaguar 3.4L I6       | 236  |
| 12   | S 2.0 | 33 | Scuderia Ambrosiana           | Don Giovanni Lurani Giovanni Bracco | Lancia Aurelia B20 GT            | Lancia 2.0L V6       | 235  |
| 13   | S 3.0 | 27 | P.T.C. Clark                  | Peter Clark James Scott-Douglas     | Aston Martin DB2                 | Aston Martin 2.6L I6 | 233  |
| 14   | S 2.0 | 35 | Automobiles Frazer Nash Ltd.  | Eric Winterbottom John Marshall     | Frazer Nash Le Mans Replica      | Bristol 2.0L I6      | 232  |
| 15   | S 2.0 | 32 | Luigi Chinetti                | Yvonne Simon Betty Haig             | Ferrari 166MM Berlinetta         | Ferrari 2.0L V12     | 231  |
| 16   | S 3.0 | 31 | Charles Moran Jr              | Charles Moran Jr Franco Cornacchia  | Ferrari 212 Export               | Ferrari 2.6L V12     | 227  |
| 17   | S 5.0 | 11 | André Chambas                 | André Morel André Chambas           | Talbot-Lago Gran Sport Barchetta | Talbot-Lago 4.5L I6  | 226  |
| 18   | S 8.0 | 4  | Briggs Cunningham             | Phil Walters John Fitch             | Cunningham C2-R                  | Chrysler 5.5L V8     | 223  |
| 19   | S 2.0 | 34 | M.P. Trevelyan                | Richard Stoop Peter S. Wilson       | Frazer Nash Mille Miglia         | Bristol 2.0L I6      | 217  |
| 20   | S 1.1 | 46 | Porsche KG                    | Auguste Veuillet Edmond Mouche      | Porsche 356/4 SL Coupe           | Porsche 1.1L Flat-4  | 210  |
| 21   | S 1.1 | 48 | Automobiles Deutsch et Bonnet | René Bonnet Élie Bayol              | DB                               | Panhard 0.9L Flat-2  | 206  |
| 22   | S 5.0 | 14 | H.S.F. Hay                    | H.S.F. Hay Tommy Clarke             | Bentley Corniche                 | Bentley 4.3L I6      | 204  |
| 23   | S 1.5 | 66 | Marcel Becquart               | Marcel Becquart Gordon Wilkins      | Jowett Jupiter                   | Jowett 1.5L Flat-4   | 203  |
| 24   | S 750 | 50 | Team Renault                  | François Landon André Briat         | Renault 4CV                      | Renault 0.7L I4      | 197  |
| 25   | S 750 | 60 | Ets. Monopole                 | Jean de Montrémy Jean Hémard        | Monopole X84                     | Panhard 0.6L FLat-2  | 194  |
| 26   | S 750 | 61 | Raymond Gaillard              | Raymond Gaillard Pierre Chancel     | Panhard Dyna X84                 | Panhard 0.6L Flat-2  | 190  |
| 27   | S 750 | 54 | Jacques Lecat                 | Jacques Lecat Henri Senfftleben     | Renault 4CV                      | Renault 0.7L I4      | 184  |
| 28   | S 750 | 58 | Auguste Lachaize              | Jean-Paul Colas Robert Schollmann   | Callista RAN D120                | Panhard 0.6L Flat-2  | 183  |
| 29   | S 750 | 53 | Just-Émile Vernet             | Just-Émile Vernet Jean Pairard      | Renault 4CV                      | Renault 0.7L I4      | 181  |
| 30   | S 750 | 56 | Automobiles Deutsch et Bonnet | Michel Arnaud Louis Pons            | DB                               | Panhard 0.6L Flat-2  | 179  |

### Nie ukończyli
| Poz. | Klasa | Nr | Zespół                            | Kierowcy                             | Nadwozie                           | Silnik                     | Okr. |
| ---- | ----- | -- | --------------------------------- | ------------------------------------ | ---------------------------------- | -------------------------- | ---- |
| 31   | S 8.0 | 2  | S.H. Allard                       | Peter Reece Alfred Hitchings         | Allard J2                          | Cadillac 5.4L V8           |      |
| 32   | S 750 | 51 | Team Renault                      | Jean-Louis Rosier Jean Estager       | Renault 4CV                        | Renault 0.7L I4            | 194  |
| 33   | S 750 | 57 | Louis Eggen                       | Louis Eggen André Beaulieux          | DB                                 | Panhard 0.7L Flat-2        | 184  |
| 34   | S 750 | 52 | Team Renault                      | Jean Sandt Paul Moser                | Renault 4CV                        | Renault 0.7L I4            | 177  |
| 35   | S 8.0 | 1  | S.H. Allard                       | Sydney Allard Tom Cole Jr.           | Allard J2                          | Cadillac 5.4L V8           | 134  |
| 36   | S 1.1 | 45 | Roger Caron                       | Roger Caron André Guillard           | Simca Huit Sport                   | Simca 1.1L I4              | 133  |
| 37   | S 5.0 | 17 | Bill Spear                        | William Spear Johnny Claes           | Ferrari 340 America Barchetta      | Ferrari 4.1L V12           | 132  |
| 38   | S 1.5 | 37 | Equipe Gordini                    | Pierre Veyron Georges Monneret       | Simca-Gordini T15S                 | Gordini 1.5L I4            | 130  |
| 39   | S 5.0 | 7  | Henri Louveau                     | José Froilán González Onofre Marimón | Talbot-Lago T26 GS                 | Talbot-Lago 4.5L I6        | 128  |
| 40   | S 5.0 | 18 | E.R. Hall                         | Eddie Hall Giuseppe Navone           | Ferrari 340 America Barchetta      | Ferrari 4.1L V12           | 125  |
| 41   | S 8.0 | 5  | Briggs Cunningham                 | George Rand Fred Wacker              | Cunningham C2-R                    | Chrysler 5.5L V8           | 98   |
| 42   | S 5.0 | 6  | Louis Rosier                      | Louis Rosier Juan Manuel Fangio      | Talbot-Lago T26 GS                 | Talbot-Lago 4.5L I6        | 92   |
| 43   | S 5.0 | 22 | Stirling Moss                     | Stirling Moss Jack Fairman           | Jaguar XK-120C                     | Jaguar 3.4L I6             | 92   |
| 44   | S 5.0 | 62 | Henry Leblanc                     | Henry Leblanc Robert Bertrand        | Delahaye 135CS                     | Delahaye 3.6L I6           | 88   |
| 45   | S 1.5 | 43 | George Phillips                   | George Phillips Alan Rippon          | MG TD                              | MG 1.3L I4                 | 80   |
| 46   | S 1.5 | 40 | Equipe Gordini                    | José Scaron Aldo Gordini             | Simca-Gordini T15S                 | Gordini 1.5L I4            | 77   |
| 47   | S 8.0 | 3  | Briggs Cunningham                 | Briggs Cunningham George Huntoon     | Cunningham C2-R                    | Chrysler 5.5L V8           | 76   |
| 48   | S 2.0 | 64 | René Bouchard                     | René Bouchard Lucien Farnaud         | Ferrari 166MM Barchetta            | Ferrari 2.0L V12           | 75   |
| 49   | S 5.0 | 23 | Clemente Biondetti Leslie Johnson | Clemente Biondetti Leslie Johnson    | Jaguar XK-120C „Biondetti Special” | Jaguar 3.4L I6             | 50   |
| 50   | S 1.5 | 39 | Equipe Gordini                    | Maurice Trintignant Jean Behra       | Simca-Gordini T15S                 | Gordini 1.5L I4            | 49   |
| 51   | S 1.5 | 41 | Jowett Cars Ltd.                  | Tommy Wisdom Tommy Wise              | Jowett Jupiter R1 (Prototype)      | Jowett 1.5L Flat-4         | 48   |
| 52   | S 750 | 59 | Crosley                           | George Schrafft Phil Stiles          | Crosley Hotshot Sport              | Crosley 0.7L I4            | 40   |
| 53   | S 750 | 49 | Jacques Poch                      | Jacques Poch Maurice Vaselle         | Aero Minor                         | Aero 0.7L I2 (2-Stroke)    | 40   |
| 54   | S 750 | 55 | Satecmo                           | Georges Claude Pierre Clause         | Renault 4CV                        | Renault 0.7L I4            | 38   |
| 55   | S 5.0 | 8  | Eugène Chaboud                    | Eugène Chaboud Lucien Vincent        | Talbot-Lago T26 GS                 | Talbot-Lago 4.5L I6        | 33   |
| 56   | S 5.0 | 16 | Luigi Chinetti                    | Pierre-Louis Dreyfus Louis Chiron    | Ferrari 340 America Barchetta      | Ferrari 4.1L V12           | 29   |
| 57   | S 1.5 | 38 | Equipe Gordini                    | Robert Manzon André Simon            | Simca-Gordini T15S                 | Gordini 1.5L I4            | 26   |
| 58   | S 5.0 | 12 | Ets. Delettrez                    | Jean Delettrez Jacques Delettrez     | Delettrez Diesel                   | Delettrez 4.5L I6 (Diesel) | 24   |
| 59   | S 1.5 | 42 | Jowett Cars Ltd.                  | Bert Hadley Charles Goodacre         | Jowett Jupiter                     | Jowett 1.5L Flat-4         | 19   |
| 60   | S 3.0 | 30 | Johnny Claes                      | Jean Larivière André Guelfi          | Ferrari 212 Export C               | Ferrari 2.6L V12           | 5    |